# .ms
.ms er et nationalt topdomæne der er reserveret til Montserrat.

## Brug
Microsoft har brugt "ms" som del af navngivningen i projekter som ch9.ms og 1drv.ms i forbindelse med OneDrive. Den amerikanske delstat Mississippis officielle postforkortelse er MS, så nogle websites i delstaten benytter også .ms-topdomænet. Tilsvarende i den tyske by Münster, fordi MS benyttes på nummerplader fra byen. The New York Times bruger .ms i permalinks (f.eks. http://nyti.ms/1kZ2CtM).